# Сінко-Ранч (Техас)
Сінко-Ранч (англ. Cinco Ranch) — переписна місцевість (CDP) в США, в округах Форт-Бенд і Гарріс штату Техас. Населення — 16 899 осіб (2020).

## Географія
Сінко-Ранч розташоване за координатами 29°44′23″ пн. ш. 95°45′38″ зх. д. / 29.73972° пн. ш. 95.76056° зх. д. (29.739856, -95.760674).  За даними Бюро перепису населення США в 2010 році переписна місцевість мала площу 12,91 км², з яких 12,62 км² — суходіл та 0,29 км² — водойми. В 2017 році площа становила 11,43 км², з яких 11,17 км² — суходіл та 0,27 км² — водойми.

## Демографія
Згідно з переписом 2010 року, у переписній місцевості мешкали 18 274 особи в 6222 домогосподарствах у складі 5196 родин. Густота населення становила 1416 осіб/км².  Було 6390 помешкань (495/км²).
Расовий склад населення:
| - 78,4 % — білих - 13,0 % — азіатів - 3,6 % — чорних або афроамериканців - 0,4 % — корінних американців - 2,2 % — осіб інших рас |

До двох чи більше рас належало 2,4 %. Частка іспаномовних становила 12,9 % від усіх жителів.
За віковим діапазоном населення розподілялося таким чином: 31,5 % — особи молодші 18 років, 62,7 % — особи у віці 18—64 років, 5,8 % — особи у віці 65 років та старші. Медіана віку мешканця становила 39,1 року. На 100 осіб жіночої статі у переписній місцевості припадало 96,5 чоловіків;  на 100 жінок у віці від 18 років та старших — 93,0 чоловіків також старших 18 років.
Середній дохід на одне домашнє господарство  становив 151 866 доларів США (медіана — 135 507), а середній дохід на одну сім'ю — 163 335 доларів (медіана — 143 232). Медіана доходів становила 112 115 доларів для чоловіків та 55 145 доларів для жінок. За межею бідності перебувало 1,5 % осіб, у тому числі 1,6 % дітей у віці до 18 років та 3,2 % осіб у віці 65 років та старших.
Цивільне працевлаштоване населення становило 8308 осіб. Основні галузі зайнятості: освіта, охорона здоров'я та соціальна допомога — 21,0 %, науковці, спеціалісти, менеджери — 20,0 %, фінанси, страхування та нерухомість — 11,8 %, сільське господарство, лісництво, риболовля — 10,0 %.